# Milionia meeki
Milionia meeki là một loài bướm đêm trong họ Geometridae.